# Vera Figner

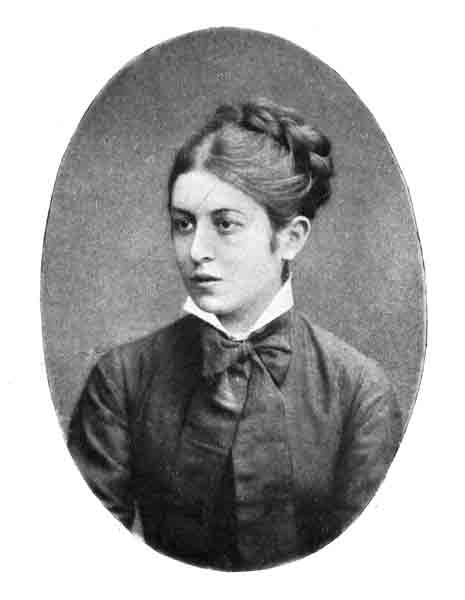
Vera Figner, 1879

Vera Nikolajevna Figner (Russisch: Вера Николаевна Фигнер), na haar huwelijk in 1870 genaamd Filippova (Russisch: Филиппова) (nabij Kazan, 7 juli 1852 - Moskou, 15 juni 1942) was een Russisch revolutionaire die behoorde tot de Narodniki.

## Leven
Figner was van adellijke komaf, ging naar een meisjespensionaat in Kazan en studeerde medicijnen in Zürich. Daar zocht ze toenadering tot een groep Russische studenten met revolutionaire en socialistisch-anarchistische ideeën. Terug in Sint-Petersburg sloot ze zich aan bij de Narodniki, die een door de boeren gedragen revolutie nastreefden.
Figner ging vervolgens naar Saratov, begon daar een ziekenhuis en voerde er actief agitatie. In 1879 verliet ze de omgeving en werd lid van de radicalere aftakking van de Narodniki, de ‘Narodnaja Volja’, die actief de politieke tsarenmacht bestreed. Op aangeven van een infiltrant van de Ochrana, Sergej Degajev, werd ze op 10 februari 1883 gearresteerd wegens betrokkenheid bij de dodelijke aanslag op tsaar Alexander II van Rusland (1881). Na twintig maanden geïsoleerde gevangenschap in de Petrus- en Paulusvesting te Sint-Petersburg werd ze tijdens het “proces van veertien” ter dood veroordeeld, in haar geval later door voorspraak van Niko Nikoladze omgezet in twintig jaar gevangenschap (katorga) te Sjlisselburg. In 1904 werd ze verbannen naar Archangelsk en later Nizjni Novgorod, maar in 1906 werd haar toegestaan het land te verlaten. Via Finland belandde ze uiteindelijk weer in Zwitserland.
In het Westen kreeg Figner bekendheid om haar inzet voor het lot van Russische politieke gevangenen. Tevens kreeg ze een leidende rol binnen de Sociaal-Revolutionaire Partij in ballingschap. Na een spionageschandaal verliet ze echter de partij en keerde in 1915 terug naar Rusland, waar ze opnieuw onder politietoezicht kwam te staan. Na de februarirevolutie (1917) kreeg ze amnestie, startte een hulpcomité voor gevangenen en bannelingen en werd lid van de Russische Wetgevende Vergadering, die na de Oktoberrevolutie door Lenin werd opgeheven.
Figner heeft zich nooit achter de bolsjewieken kunnen scharen. Na de Revolutie was haar actief-revolutionaire rol dan ook uitgespeeld. Ze woonde eerst een poosje bij familie in Orjol, richtte terug in Moskou in 1921 het Kropotkin-comité en het Kropotkin-museum op en reisde tot aan haar dood meermalen naar Kazan om daar sociale en culturele activiteiten op te zetten.
Figner is vandaag de dag vooral nog bekend om haar levendige autobiografische geschriften (waaronder het bekende, ook in het Nederlands vertaalde “Nacht over Rusland”) en de biografieën die van haar verschenen zijn.